# ページャ
ページャ（pager、ページャーとも）とは、CUI環境でテキストファイルを閲覧するためのソフトウェア。Unix系のシステムでよく用いられる。テキストファイルの内容を標準出力に1画面単位で表示する。

## ページャの種類
- Unix系
  - more
  - less
  - pg
  - LV - a Powerful Multilingual File Viewer
- MS-DOS
  - MIEL - 出射厚(FD作者)・清水洋平の開発